# De l'amour (album)
Pour les articles homonymes, voir De l'amour.
Albums de Johnny Hallyday
Rester vivant
(2014) Mon pays c'est l'amour
(2018)
Singles
1. De l'amour
Sortie : 15 octobre 2015 (exclusivement en téléchargement)
2. Mon cœur qui bat
Sortie : 17 décembre 2015 (exclusivement en téléchargement)
3. Des raisons d'espérer
Sortie : 16 avril 2016

De l'amour est le 50e album studio — le 6e chez Warner Music — de Johnny Hallyday. Réalisé et principalement composé par Yodelice, l'album sort le 13 novembre 2015.
Cet album a la particularité d'évoquer des événements sociaux récents, dans des titres plus engagés qu'à l'accoutumée pour le chanteur.
Il s'agit du dernier album studio sorti du vivant de Johnny Hallyday, décédé le 5 décembre 2017.

## Historique
L'album est enregistré en dix jours, en août 2015 à Paris, Santa Monica et Los Angeles. Il est réalisé par Yodelice, également compositeur de dix des onze titres de l'opus, et mixé par Bob Clearmountain.
Johnny Hallyday fait l'annonce de la sortie de ce 50e album studio, enregistré dans la confidence totale, sur scène, le vendredi 9 octobre, à Villeneuve-d'Ascq au stade Pierre-Mauroy.
De l'amour, aux accents de blues, rock et rockabilly est considéré par Johnny Hallyday comme l'un de ses disques les plus intimes. Réalisé et composé par Yodelice (à l'exception de Des raisons d'espérer, composé par Hallyday), l'opus révèle un artiste plus engagé qu'à l'accoutumée, Johnny Hallyday évoquant sur de nombreux titres des évènements sociaux survenus ces derniers mois :
Dans la peau de Mike Brown aborde l'affaire Michael Brown, un Afro-Américain abattu par un policier à Ferguson. Valise ou cercueil revient sur le drame des migrants fuyant la guerre civile syrienne, tandis que Voyageur clandestin parle de l'immigration clandestine. Un dimanche de janvier écrite après les attentats de janvier 2015 en France, rend hommage aux marches républicaines qui ont suivi. Sur Avant de frapper, l'artiste s'interroge sur l'embrigadement des djihadistes :
« Au moment de choisir qu'est-ce qui t'a décidé ? Coup de tête ou bien pire l'idéal, les idées, [...], Est-ce que ta main tremble avant de frapper ? »
Le jour même de la sortie de De l'amour, la France est frappée par des attentats en Île-de-France. Le lendemain, en concert au Zénith de Strasbourg, Johnny Hallyday dédie la représentation aux victimes et à leurs familles, avant d'observer une minute de silence avec le public. Le 27 novembre (jour de l'hommage national aux victimes), sur la scène de Bercy, il chante (pour la première fois en public), Un dimanche de janvier tandis que le fond de la scène se teinte aux couleurs nationales. La chanson s'achève sous des applaudissements nourris, alors qu'Hallyday accroche au pied d'un micro un drapeau français, et que s'élève dans la salle une Marseillaise improvisée par le public.

## Autour de l'album
L'album sort sous trois éditions :

13 novembre :
- CD Warner 0825646005475
- CD-DVD Warner 0825646005451

27 novembre :
- vinyle (33 tours) Warner 0825646005437

Illustré par des photos de Mathieu Cesar, De l'amour est la 8e pochette en noir et blanc d'un album studio de Johnny Hallyday (après celles de La génération perdue (1966), Solitudes à deux (1978), En pièces détachées (1981), Entre violence et violon (1983), Rock'n'Roll Attitude (1985), Ça ne change pas un homme (1991) et Le Cœur d'un homme (2007).
Le titre de la ballade Tu es là rappelle qu'à ses débuts le chanteur, en 1961, a déjà interprété un titre homonyme (voir Tête à tête avec Johnny Hallyday).
Un couplet de la chanson Dans la peau de Mike Brown, « Ferguson, Missouri, C'est comme l'histoire qui penche, Le retour des temps maudits, Les étranges fruits aux branches », fait référence à la chanson Strange Fruit de Billie Holiday.

## Réception
Johnny Hallyday se place directement en tête des charts avec De l'amour, détrônant ainsi Mylène Farmer et son album Interstellaires. L'album se vend à 81 000 exemplaires en une semaine ; Pour ensuite atteindre les 300 000 copies vendues en moins de six semaines. Au 31 décembre 2015 (soit après sept semaines d'exploitations), les ventes en France s'élèvent à 338 344 exemplaires, dont 335 341 en ventes physiques et 3 003 en ventes numériques, plaçant l'album à la 8e place de l'année 2015,. Le disque est certifié triple platine.
L'album reçoit lors de la cérémonie des Victoires de la musique 2016 le 12 février 2016, la récompense pour le meilleur « Album de chansons ».

## Titres
L'album contient dix morceaux plus un « titre fantôme » (ici classé onzième) ; il apparaît après un blanc de plusieurs minutes à la fin de l'écoute de la chanson Un dimanche de janvier (qui officiellement clôture l'opus).
| 1.  | De l'amour                        | Christophe Miossec       | Yodelice        |  |
| 2.  | Une vie à l'envers                | Vincent Delerm           | Yodelice        |  |
| 3.  | Dans la peau de Mike Brown        | Pierre-Dominique Burgaud | Yodelice        |  |
| 4.  | Tu es là                          | Jeanne Cherhal           | Yodelice        |  |
| 5.  | Valise ou cercueil                | Pierre Jouishomme        | Yodelice        |  |
| 6.  | L'amour me fusille                | Aurélie Saada            | Yodelice        |  |
| 7.  | Mon cœur qui bat                  | Christophe Miossec       | Yodelice        |  |
| 8.  | Avant de frapper                  | Pierre Jouishomme        | Yodelice        |  |
| 9.  | Des raisons d'espérer             | Pierre Jouishomme        | Johnny Hallyday |  |
| 10. | Un dimanche de janvier            | Jeanne Cherhal           | Yodelice        |  |
| 11. | Voyageur clandestin (titre caché) | Jeanne Cherhal           | Yodelice        |  |

## Musiciens
- Yodelice : guitare électrique, guitare acoustique, slide, chœurs
- Blake Mills : guitare
- Charley Drayton : batterie, percussions
- Laurent Vernerey : basse, contrebasse
- Greg Zlap : harmonica
- Greg Leisz : Pedal steel, mandoline, dobro
- Mitchell Froom : claviers
- Amy Keys (en), Christine Miller : chœurs

## Classements et certifications
| Classement (2015-17)                      | Meilleure position |
| ----------------------------------------- | ------------------ |
| Belgique (Flandre Ultratop)               | 87                 |
| Belgique (Wallonie Ultratop)              | 1                  |
| Belgique (Wallonie Ultratop 50 Mid Price) | 6                  |
| France (SNEP)                             | 1                  |
| Suisse (Schweizer Hitparade)              | 4                  |
| Suisse (Charts Romandie)                  | 1                  |

| Classement (2015)            | Position |
| ---------------------------- | -------- |
| Belgique (Wallonie Ultratop) | 18       |
| France (SNEP)                | 8        |
| Suisse (Schweizer Hitparade) | 87       |

| Classement (2016)            | Position |
| ---------------------------- | -------- |
| Belgique (Wallonie Ultratop) | 38       |
| France (SNEP)                | 98       |

### Certifications
| Pays           | Certification | Ventes certifiées |
| -------------- | ------------- | ----------------- |
| Belgique (BEA) | Or            | 10 000            |
| France (SNEP)  | 3 × Platine   | 300 000           |
| Suisse (IFPI)  | Or            | 7 500             |